# Esteban Prol
Esteban Prol (Buenos Aires, 1966. december 15. –) argentin színész.

## Életrajza
Családi állapota: házas. Pályája elején tanár volt. Hobbija a gitár, amikor csak teheti, gitározik. Öt tetoválása van, melyeket kabalának tekint.

## Filmjei, sorozatai
- Rockabilly
- Como vos y Yo
- Montana Rusa
- Agujerito sin fin, El
- Tres Veranos
- Capital Todo el mundo va a Buenos Aires
- Los Buscas de siempre
- Floricienta
- Cluentos clásicos de terror
- Amo de Casa